# Roland Salvador
Roland Salvador (ur. 3 stycznia 1982 w Manili) – filipiński szachista, arcymistrz od 2010 roku.

## Kariera szachowa
W latach 1996 i 1998 dwukrotnie reprezentował Filipiny na mistrzostwach świata juniorów do 16 lat. W kolejnych latach w turniejach startował bardzo rzadko, do startów na arenie międzynarodowej powracając w 2004 r., w którym wypełnił pierwszą normę arcymistrzowską, w otwartym turnieju w Bratto (dz. IV m. za Igorem Miladinoviciem, Miso Cebalo i Eraldem Dervishim, wspólnie z m.in. Igorem Chenkinem i Gyulą Saxem). W 2006 r. zwyciężył (wspólnie z Rollym Martinezem) w Genui, wypełniając drugą normę na tytuł arcymistrza, podzielił również I m. (wspólnie z m.in. Jacobem Aagaardem) w Arco. W 2008 r. podzielił III m. w Genui (za Michele Godeną i Aleksiejem Barsowem, wspólnie z Dimitarem Marcholewem i Rollym Martinezem) oraz podzielił II m. w Mediolanie (za Karenem Mowsisjanem, wspólnie z Lawrence'em Trentem). W 2009 r. zwyciężył w Élancourt (wspólnie z Josephem Sanchezem), Cannes (wspólnie z Manuelem Apicellą i Yannickiem Gozzolim, Andriejem Sumcem i Cyrilem Marzolo) oraz Imperii (wspólnie z Karenem Mowsesjanem), natomiast w 2010 r. – w Rzymie, Nicei oraz Fermo (wspólnie z Viestursem Meijersem, Manuelem Leonem Hoyosem, Alberto Davidem, Peterem Prohaszką i Władimirem Jepiszynem, wypełniając trzecią arcymistrzowską normę).
Najwyższy ranking w dotychczasowej karierze osiągnął 1 maja 2011 r., z wynikiem 2538 punktów zajmował wówczas 4. miejsce wśród filipińskich szachistów.